# Torre del Oro
A Torre del Oro é uma atalaia que remonta ao século XIII, localizada na cidade de Sevilha, Espanha.
Foi erguida com a função de vigilância pelo Califado Almóada, visando evitar possíveis invasões pelo rio Guadalquivir. Uma das formas de proteção era uma gigantesca corrente que se desenrolava sob a água e era erguida para impedir a passagem de barcos indesejados.
Posteriormente serviu como prisão. A sua atual designação deve-se à época do Antigo Sistema Colonial quando abrigava as riquezas chegadas nas frotas que vinham das Índias Orientais e Ocidentais.
Passando a citar do espanhol:
"Tras ser conquistada, se utilizó como capilla dedicada a San Isidoro de Sevilla. Después se utilizó como prisión.
Es completamente falsa la leyenda que presenta la torre como almacen del oro y la plata venidos de América."

Atualmente as suas dependências abrigam um museu naval.